# Giuseppe Frassinetti
Giuseppe Frassinetti (15 de diciembre de 1804 - 2 de enero de 1868) fue un sacerdote italiano, fundador de la Congregación de los Hijos de Santa María Inmaculada.

## Biografía
Hermano de Paola, se ocupò de su educación y ayudó en la fundación de la Congregación de las Hermanas de Santa Dorotea.
Estudió en el seminario del arzobispado de Génova y tuvo como profesor a Antonio María Gianelli.
Fue ordenado ordenado sacerdote en 1827 e Savona y en 1831 fue nombrado párroco de Quinto al Mare. En 1860 puso las bases de la que sería la congregación de los Hijos de Santa María Immaculada, erigida canónicamente sólo en 1903.
Fue autor de numerosas obras de carácter espiritual, entre ellas Compendio della Teologia Morale di s. Alfonso M. De' Liguori (Compendio de la teología moral de San Alfonso M. de’ Liguori) (1865-1866), la cual gozó de notable difusión.
Los procedimientos para su canonización comenzaron en Génova en 1916 y en 1991 el Papa Juan Pablo II, reconocidas las virtudes heroicas, le atribuyó el título de Venerable.